# Beverly Hills Cop II
Beverly Hills Cop II is een Amerikaanse actie/komediefilm uit 1987 van regisseur Tony Scott. Deze film is het vervolg op Beverly Hills Cop en betekende de terugkeer van Eddie Murphy als agent Axel Foley. De film werd genomineerd voor een Oscar in de categorie Best Music, Original Song voor het liedje Shakedown.

## Verhaal
In Beverly Hills is de politie op zoek naar de "Alfabet-misdadiger", iemand die op de plaats delict steeds een brief achterlaat met daarin een onbreekbare code. Wanneer hoofdinspecteur Bogomil van de politie de dader op het spoor is, wordt hij het volgende slachtoffer van de Alfabet-misdadiger. Hij raakt zwaargewond na een aanslag op z'n leven.
Ondertussen probeert Axel Foley in Detroit enkele corrupte gangsters op heterdaad te betrappen. Maar zodra hij verneemt dat zijn vriend Bogomil is neergeschoten, vertrekt hij onmiddellijk naar Beverly Hills. Daar kan hij niet rekenen op de hulp van politiechef Lutz. Stiekem probeert Axel de zaak op te lossen en hij kan hierbij rekenen op de medewerking van Bogomils collega's: Billy Rosewood en John Taggart. Maar al gauw komt het trio in de problemen en wordt Axel het nieuwe doelwit van de Alfabet-misdadiger.

## Rolverdeling
| Acteur           | Personage                            |
| ---------------- | ------------------------------------ |
| Eddie Murphy     | Rechercheur Axel Foley               |
| Judge Reinhold   | Rechercheur William 'Billy' Rosewood |
| John Ashton      | Rechercheur Sgt. John Taggart        |
| Ronny Cox        | Inspecteur Andrew Bogomil            |
| Jürgen Prochnow  | Maxwell Dent                         |
| Brigitte Nielsen | Karla Fry                            |
| Allen Garfield   | Politiechef Harold Lutz              |
| Dean Stockwell   | Charles Cain                         |
| Gilbert R. Hill  | Insp. Douglas Todd                   |
| Paul Reiser      | Jeffrey Friedman                     |
| Paul Guilfoyle   | Nikos Thomopolis                     |
| Robert Ridgely   | Burgemeester Egan                    |
| Alice Adair      | Jan Bogomil                          |
| Hugh Hefner      | Zichzelf                             |
| Chris Rock       | Parkeerwacht                         |

## Achtergrond
Na het succes van Beverly Hills Cop wilde Paramount een televisieserie maken gebaseerd op de film. Eddie Murphy bedankte hiervoor, maar ging wel akkoord met een vervolgfilm. Probleem was het scenario. Er moest een geloofwaardige reden komen waarom Foley andermaal Detroit inruilt voor Beverly Hills. Dus werd de vriendschap tussen Bogomil en Foley opgepoetst. In Beverly Hills Cop was er geen echte vriendschap tussen Foley en de Beverly Hills rechercheurs. Aan het eind van de film wordt hij min of meer de stad uitgezet met de toevoeging om nooit meer terug te komen. In het begin van de film zien we Bogomil en Foley dan ook een telefoongesprek voeren over een uitstapje om te gaan vissen. Er wordt hiermee gesuggereerd dat Bogomil, Rosewood en Taggart vrienden zijn geworden in de twee jaar die zijn verstreken sinds het eerste deel.  Voor de rest lijkt Beverly Hills Cop II sterk op zijn voorloper. Axel Foley spuit zijn oneliners, Billy Rosewood is weer de naïeve, klunzige rechercheur en Taggart speelt de bullebak met een hart van goud. Net als in Beverly Hills Cop is er weer sprake van een criminele organisatie met een nietsontziende gangster/zakenman aan het hoofd. Ook de grappen zijn geïnspireerd op de voorloper. Blufte Foley in het eerste deel zich in de suite van een duur hotel, in deel 2 neemt hij zijn intrek in een duur huis dat wordt verbouwd.

## Productie
De film is opgenomen in Detroit en Los Angeles. Aanvankelijk had het scenario voorzien in uitstapjes naar Londen en Parijs, maar Eddie Murphy wilde geen film opnemen buiten de VS. In de film is sprake van een .44 AutoMagnum. Dit is een pistoolversie van de .44 Magnum Smith&Wesson revolver, het wapen dat beroemd werd gemaakt door Clint Eastwood in de Dirty Harryfilms. Merkwaardig genoeg komt het wapen in de rest van de film niet ter sprake, terwijl Foley in het begin veel aandacht besteedt aan de metalen hulzen van het wapen. Er werden opnamen gemaakt in Playboy Mansion en Hugh Hefner van Playboy speelt een piepklein rolletje.

## Trivia
- Inspecteur Todd van de politie uit Detroit werd gespeeld door de destijds ook in het echt bij de politie actieve Gilbert R. Hill.
- Op de kamer van het personage Billy Rosewood hangen posters van de Sylvester Stallone-films Rambo: First Blood Part II en Cobra. De toenmalige echtgenote van Stallone, Brigitte Nielsen, speelt een rol in de film. Bovendien was Stallone in 1984 de eerste keuze voor het personage Axel Foley in Beverly Hills Cop. Zijn ideeën voor het scenario werden later verfilmd in Cobra.
- Tony Scott werd aangenomen als regisseur nadat de producers, Don Simpson en Jerry Bruckheimer, z'n film Top Gun hadden gezien.
- Een jonge Chris Rock verschijnt in een korte scène als portier.
- Hugh Hefner, de oprichter van Playboy Magazine, heeft een kleine cameo.

## Overige delen
- Beverly Hills Cop (1984)
- Beverly Hills Cop III (1994)
- Beverly Hills Cop: Axel F (2024)